# The Way of Life (film 1914)
The Way of Life  è un cortometraggio muto del 1914 diretto da Al Christie. Prodotto dalla Nestor e distribuito dall'Universal Film Manufacturing Company, aveva come interpreti Eddie Lyons, Victoria Forde e Stella Adams.

## Trama
Robert Deering desidera da tempo andare in visita dal suo amico, il dottor Browning, che lavora come primario in un istituto di sordomuti. La sera del suo arrivo, i pazienti stanno passando la serata insieme, come avviene regolarmente una volta la settimana, per un intrattenimento danzante. Anche Robert viene invitato a parteciparvi: prima gli vengono insegnati alcuni segni per comunicare con i sordomuti e poi, prima che cominci il ballo, viene fatto sedere tra due signore. Le sue vicine però se ne vanno, invitate a ballare da compagni sordomuti e Robert resta solo. Si accorge, allora, di una bella ragazza che se ne sta sola come lui. Le si avvicina e le esprime, con i segni che ha imparato, il desiderio di invitarla a ballare. Lei accetta. Dopo il ballo, i due cominciano a fare amicizia e Robert la porta a mangiare un gelato. Quando, rientrando a casa, rivede l'amico dottore, Robert gli confida di essere rimasto colpito da quella bella ragazza. Il giorno seguente, il giovane la incontra di nuovo: si siede con lei su una panchina e, sempre usando i segni che ha imparato il giorno prima, cerca di comunicare con lei. Quando la lascia, sente per caso che qualcuno la chiama: è lo zio della ragazza, il sovrintendente dell'istituto, che vuole sapere cosa lei stia combinando. La giovane, allora, gli risponde dicendogli che ha conosciuto il più bel sordomuto mai visto. Rendendosi conto che lei non è per niente sordomuta e che sta parlando di lui, Robert si precipita fuori per assicurarle che neanche lui è sordomuto.

## Produzione
Il film fu prodotto da David Horsley per la sua casa di produzione, la Nestor Film Company.

## Distribuzione
Distribuito dall'Universal Film Manufacturing Company, il film - un cortometraggio di una bobina - uscì nelle sale cinematografiche statunitensi il 16 ottobre 1914.